# Jean Duportail
Jean Duportail est un homme politique français né le 10 mai 1813 à Bellême (Orne) et décédé le 13 janvier 1875 à Versailles (Yvelines).
Avocat à Mortagne-au-Perche, il est adjoint au maire. Il est représentant de l'Orne de 1871 à 1876, et siège au centre-droit, avec les orléanistes.

## Sources
- « Jean Duportail », dans Adolphe Robert et Gaston Cougny, Dictionnaire des parlementaires français, Edgar Bourloton, 1889-1891 [détail de l’édition]